# Дойон
Кім Донйон (кор. 김동영; нар. 1 лютого 1996, Курі, Кьонгі-до, Південна Корея), відомий за сценічним іменем Doyoung (кор. 도영; укр. Дойон) — південнокорейський співак, актор і ведучий. Найбільш відомий як учасник південнокорейської чоловічого гурту NCT та його підрозділів NCT U, NCT 127 та NCT DoJaeJung. Дойон дебютував у квітні 2016 року як член підрозділу зі змінним складом NCT U, а в січні 2017 року став учасником постійного підрозділу NCT 127. У квітні 2023 року він дебютував у постійному підрозділі NCT DoJaeJung.
Дойон також спробував себе в акторстві. 2021 року він отримав роль другого плану у третьому сезоні дорами Midnight Cafe — The Curious Stalker та у мюзиклі Marie Antoinette. 2022 року він знявся у вебсеріалі Dear X Who Doesn't Love Me (2022). Крім того, він ще раніше він з'являвся на телебаченні: у шоу Lipstick Prince (2016—2017), Law of the Jungle (2019) та Master in the House. Також він був ведучим музичних шоу Show Champion (2015) та Inkigayo (2017—2018).

## Сім'я
Кім Донйон народився 1 лютого 1996 року в місті Курі провінції Кьонгі Республіки Корея. Має старшого брата Кіма Донмьона. Він є актором, що відомий під псевдонімом Ґьон Мьон. Сім'я мешкала у районі Топйон згаданого міста Курі.
Донйон навчався у районних початковій та середній школах, старшу школу кинув. У старшій школі був президентом класу, одним із його обов'язків була організація виступів (у яких він і сам брав участь) на шкільних та місцевих музичних фестивалях. Також він самостійно виступав на подібних заходах.

## Кар'єра

### 2013—2016: додебютна діяльність
У вересні 2013 року Донйон брав участь у фестивалі молодіжного мистецтва Gyeonggi-do Youth Arts Festival, де отримав перший приз серед співаків. Також тут його помітили менеджери SM Entertainment, які запросили його на стажування. У листопаді того ж року Донйон покинув навчання у школі й став стажуватися в SM.
Разом зі стажистами Джонні та Джехьоном Дойон з'явився у рімейку музичного відео Чаньоля на пісню гурту H.O.T «Hope». Його було показано в епізоді шоу Exo 90:2014, який вийшов в ефір 15 серпня 2014 року.
15 січня 2015 року Дойон був офіційно представлений як учасник SM Rookies — команди стажистів під керівництвом SM Entertainment. Разом із Джехьоном він став ведучим музичного шоу Show Champion телеканалу MBC Music. Вони працювали у цій ролі з 21 січня по 1 липня 2015 року.
Дойон з'явився в 11-му епізоді корейського рімейку The Mickey Mouse Club, де він у дуеті з іншим учасником SM Rookies Куном виконав пісню «Beauty & the Beast». Цей епізод транслювався 13 грудня 2015 року на Disney Channel Korea.
З 15 лютого 2016 року він разом із Тейоном та Ютою став моделлю для бренду Design United.

### 2016—2018: дебют ізNCTта початок сольної діяльності
5 квітня 2016 року Дойон разом із п'ятьма іншими учасниками SM Rookies був затверджений як учасник першого юніту NCT — NCT U. Вони офіційно дебютували з двома: цифровими синглами «The 7th Sense», що вийшов 8 квітня та «Without You», реліз якого відбувся 9 квітня.
У липні 2016 року Дойон співпрацював з Кі — учасником іншого гурту SM — Shinee, для запису пісні «Cool» — саундтреку драми телеканалу OCN 38 Squad. Це стало його першою сольною діяльністю після дебюту з NCT. У листопаді Дойон приєднався до основного складу шоу Lipstick Prince.
У грудні 2016 року було оголошено, що Дойон буде новим учасником NCT 127 — підрозділу проєкту NCT, який дебютував у липні цього року. Дебют Дойона у складі цього юніту відбувся у січні 2017, коли було випущено мініальбом Limitless.
Також Дойон разом із іншими артистами лейблу — Теїлем, Санні, Єсуном, Сильгі, Венді та Лі Дону, брав участь у проєкті SM Station «Звук твого серця» (너의 목소리).
У лютому 2017 року Дойон став одним із ведучих музичного шоу Inkigayo — разом із Джіньоном з GOT7 та Джісу з Blackpink. У березні того ж року вони разом зі своїм братом з'явилися в програмі телеканалу MBC «Ми одружилися» (We Got Married).
У серпні Дойон разом із іншими учасниками NCT — Теїлем і Тейоном — випустив пісню «Stay in my Life» — саундтрек до телесеріалу School 2017. У жовтні він разом із Седжоном з Gugudan випустив «Star Blossom» (별빛 이 피면). Реліз відбувся у рамках другого сезону SM Station.
У червні 2018 року Дойон випустив перезапис пісні «Hard for Me» для дорами «Багатий чоловік» (Rich Man), спочатку виконану Cheeze.

### 2019— донині: сольна діяльність
У березні 2019 року Дойон співпрацював з інді-дуетом Rocoberry над піснею «Don't Say Goodbye» (헤어 지지 말아요, 우리). У липні 2019 року він з'явився на шоу King of Mask Singer під псевдонімом «Помічник менеджера». Він пройшов до фінального раунду на основі своїх інтерпретацій «Beautiful» від Crush та «Time Spent Walking Through Memories» від Nell, змагаючись разом із чинним чемпіоном, Nightingale. Наступного місяця він став учасником телешоу Law of the Jungle in Sunda Islands («Закон Джунглів на Зондських островах») У листопаді Дойон доєднався до колег по лейблу BoA, Шивона, J-Min, Sunny, Теміна, Сухо та Венді для роботи над піснею «This is Your Day (for every child, UNICEF)».
У вересні 2020 року SM Entertainment оголосили, що у листопаді проєкт NCT випустить свій другий повноформатний альбом, що складатиметься з двох частин — NCT 2020 Resonance Pt. 1 та NCT 2020 Resonance Pt. 2. У першій частині Resonance Doyoung брав участь у запису обох головних синглів — «Make a Wish» та «From Home». Він також брав участь записах треків «Volcano» і «Lightbulb» від NCT U та «Music, Dance» від NCT 127. У другій частині альбому Дойон разом із іншими вокалістами проєкту взяв участь у запису треку «I.O.U».
У березні 2021 року Дойон вперше з'явився на екранах як актор, зігравши головну роль в третьому сезоні дорами Midnight Cafe — The Curious Stalker.
З 13 липня по 3 жовтня 2021 року він був одним із трьох акторів, що виконували роль Акселя фон Ферсена у мюзиклі «Марія-Антуанетта».
5 серпня 2021 року продюсер Раян С. Джун оголосив у своєму особистому Instagram, що Дойон і його колега Хечан візьмуть участь у запису першого синглу з його першого альбому. Пісня «Maniac» була випущена 12 серпня. 1 жовтня 2021 року у світ вийшла пісня «Like a Star», що стала саундтреком до драми «Клітини Юмі».
У квітні 2023 року Дойон вкотре дебютував — цього разу у складі чергового юніту NCT - NCT DoJaeJung. Крім нього, до його складу увійшли мембери NCT Джехьон та Чону.
У травні 2023 Дойон став амбасадором бренду Dolce & Gabbana в Кореї та Японії.
23 травня 2023 року Дойон випустив саундтрек до пісні «Beautiful Day» для третього сезону телесеріалу Романтичний лікар, вчитель Кім.

## Фільмографія

### Телепродукти
| Рік          | Назва                               | Роль                 | Нотатки                     | Прим.         |
| ------------ | ----------------------------------- | -------------------- | --------------------------- | ------------- |
| 2016–2017    | Lipstick Prince                     | Постійний учасник    |                             |               |
| 2019         | King of Mask Singer                 | Учасник змагання     | Епізоди 209—210             | [ 25 ] [ 26 ] |
| 2019         | Law of the Jungle                   | Постійний учасник    | Епізоди 388—392             | [ 27 ]        |
| 2021         | Midnight Cafe — The Curious Stalker | Сон Чжіу / Son Jiwoo | Сезон 3                     | [ 28 ]        |
| 2022 –донині | Master in the House                 | Постійний учасник    | Епізоди 219—222, 227–донині | [ 29 ]        |

### Вебсеріали
| Рік  | Назва                      | Роль                  | Прим.  |
| ---- | -------------------------- | --------------------- | ------ |
| 2022 | Dear X Who Doesn't Love Me | Чон Сіхо / Jeong Siho | [ 30 ] |

### Радіо
| Рік       | Назва              | Роль               | Примітка            |
| --------- | ------------------ | ------------------ | ------------------- |
| 2016      | Kiss the Radio     | Спеціальний діджей |                     |
| 2017–2019 | NCT's Night Night! | Спеціальний діджей | Лише суботні вечори |
| 2019      | Idol Radio         | Спеціальний діджей | з Джонні            |

### Ведучий
| Рік       | Назва                          | Примітка                                             | Дж.    |
| --------- | ------------------------------ | ---------------------------------------------------- | ------ |
| 2015      | Show Champion                  | з Джехьоном; 21 січня — 1 липня                      |        |
| 2016      | M Countdown                    | Щотижневий гостьовий MC; 28 липня — 22 вересня       |        |
| 2016      | My SMT                         | MC; 19 вересня — 24 жовтня                           |        |
| 2017–2018 | Inkigayo                       | з Паком Джіньоном та Джісу ; 05.02.2017 — 04.02.2018 | [ 31 ] |
| 2022      | 11th Gaon Chart Music Awards   | з Пак Шійон та Чжечже; 27 січня 2022                 | [ 32 ] |
| 2022      | 28-й Dream Concert             | з Ан Юджін; 18 червня 2022                           | [ 33 ] |
| 2023      | 12th Circle Chart Music Awards | з Мійон; 18 лютого 2023                              | [ 34 ] |

## Театр
| Рік  | Англійська назва | Корейська назва | Роль                   | Прим.  |
| ---- | ---------------- | --------------- | ---------------------- | ------ |
| 2021 | Марія Антуанетта | 마리 앙투아네트 | Граф Аксель фон Ферзен | [ 35 ] |

## Дискографія
| Рік         | Назва                                           | Нотатки           | Альбом                                | Прим.       |
| Колаборації | Колаборації                                     | Колаборації       | Колаборації                           | Колаборації |
| ----------- | ----------------------------------------------- | ----------------- | ------------------------------------- | ----------- |
| 2016        | «First Christmas»                               | з Джой            | Inkigayo Music Crush Part 4           |             |
| 2017        | «Star Blossom» (별빛 이 피면)                   | з Кім Седжун      |                                       | [ 36 ]      |
| 2019        | «Don't Say Goodbye» (헤어 지지 말아요, 우리)    | з Rocoberry       |                                       | [ 37 ]      |
| 2021        | «Doll» (인형)                                   | з Бекхьоном       | Rewind: Blossom                       |             |
| 2022        | «Fallin'»                                       | з Кім Мінха       |                                       | [ 37 ]      |
| Саундтреки  |                                                 |                   |                                       |             |
| 2016        | «Cool»                                          | разом із Кі (Key) | 38 Revenue Collection Unit OST Part 2 |             |
| 2018        | «Hard for Me»                                   |                   | Rich Man OST Part 5                   | [ 38 ]      |
| 2021        | «Night Air» (밤공기)                            |                   | Cafe Midnight OST Part 2              |             |
| 2021        | «Like a Star»                                   |                   | Yumi's Cells OST Part 4               |             |
| 2022        | «A Little More» (아주 조금만 더)                |                   | Soundtrack #1 OST                     |             |
| 2022        | «To You Who Can't Love» (사랑할 수 없는 너에게) |                   | Dear X Who Doesn't Love Me OST Part 3 | [ 39 ]      |
| 2023        | «Beautiful Day»                                 |                   | Dr. Romantic 3 OST Part 3             |             |
| 2023        | «Here with me»                                  |                   | «See You in My 19th Life OST»         |             |

## Нагороди та номінації
| Церемонія нагородження              | Рік  | Категорія                              | Номінант / Праця                             | Результат | Дж.    |
| ----------------------------------- | ---- | -------------------------------------- | -------------------------------------------- | --------- | ------ |
| Asia Artist Awards (ААА)            | 2021 | Премія «Фокус» (актор)                 | Дойон                                        | Отримано  | [ 40 ] |
| Asia Artist Awards (ААА)            | 2021 | AAA Japan Popularity Award — Актор     | Дойон                                        | Номінація | [ 41 ] |
| Asia Artist Awards (ААА)            | 2021 | Премія популярності U+IdolLive — Актор | Дойон                                        | Номінація | [ 42 ] |
| Asia Web Awards                     | 2021 | Найкращий актор комедії та драми       | Cafe Midnight Season 3 — The Curious Stalker | Отримано  |        |
| Brand Customer Loyalty Awards       | 2023 | Найвпливовіший адйол-чоловік           | Дойон                                        | Отримано  | [ 43 ] |
| die Seriale Digital Series Festival | 2022 | Кращий актор                           | Cafe Midnight Season 3 — The Curious Stalker | Номінація | [ 44 ] |
| Korea First Brand Awards            | 2023 | Best Variety Idol                      | Дойон                                        | Отримано  | [ 45 ] |
| Korea First Brand Awards            | 2023 | Найкращий айдол-чоловік                | Дойон                                        | Номінація | [ 45 ] |
| Marseille Webfest                   | 2021 | Best Music Award                       | «Night Air»                                  | Отримано  | [ 46 ] |
| Seoul Webfest                       | 2021 | Кращий актор                           | Дойон                                        | Отримано  | [ 47 ] |

## Виноски
1. ↑  Пісня увійшла як до синглу під назвою «See You in My 19th Life (Original Television Soundtrack), Part 2», так і до повного альбому під назвою «See You in My 19th Life (Original Television Soundtrack)».